# غريغ براون (لاعب كريكت)
غريغ براون (20 ديسمبر 1972 بباث في المملكة المتحدة - )  (بالإنجليزية: Gregg Brown)‏ هو لاعب كريكت بريطاني. لعب مع Somerset Cricket Board ‏.